# Egipte a la Copa del Món de futbol
Aquest és el registre dels resultats d'Egipte a la Copa del Món. Egipte no ha guanyat cap Copa del Món, ni n'ha estat mai finalista. De fet, no ha passat mai de la primera fase.

## Resum d'actuacions
Campions      Finalistes      Tercers      Quarts
| Historial a la Copa del Món | Historial a la Copa del Món | Historial a la Copa del Món | Historial a la Copa del Món | Historial a la Copa del Món | Historial a la Copa del Món | Historial a la Copa del Món | Historial a la Copa del Món | Historial a la Copa del Món |
| Edició                      | Ronda                       | Posició                     | PJ                          | PG                          | PE                          | PP                          | GF                          | GC                          |
| --------------------------- | --------------------------- | --------------------------- | --------------------------- | --------------------------- | --------------------------- | --------------------------- | --------------------------- | --------------------------- |
| 1930                        | No hi participà             | No hi participà             | No hi participà             | No hi participà             | No hi participà             | No hi participà             | No hi participà             | No hi participà             |
| 1934                        | Primera fase                | 13s                         | 1                           | 0                           | 0                           | 1                           | 2                           | 4                           |
| 1938                        | Es retirà                   | Es retirà                   | Es retirà                   | Es retirà                   | Es retirà                   | Es retirà                   | Es retirà                   | Es retirà                   |
| 1950                        | No hi participà             | No hi participà             | No hi participà             | No hi participà             | No hi participà             | No hi participà             | No hi participà             | No hi participà             |
| 1954                        | No s'hi classificà          | No s'hi classificà          | No s'hi classificà          | No s'hi classificà          | No s'hi classificà          | No s'hi classificà          | No s'hi classificà          | No s'hi classificà          |
| 1958                        | Es retirà                   | Es retirà                   | Es retirà                   | Es retirà                   | Es retirà                   | Es retirà                   | Es retirà                   | Es retirà                   |
| 1962                        | Es retirà                   | Es retirà                   | Es retirà                   | Es retirà                   | Es retirà                   | Es retirà                   | Es retirà                   | Es retirà                   |
| 1966                        | Es retirà                   | Es retirà                   | Es retirà                   | Es retirà                   | Es retirà                   | Es retirà                   | Es retirà                   | Es retirà                   |
| 1970                        | No hi participà             | No hi participà             | No hi participà             | No hi participà             | No hi participà             | No hi participà             | No hi participà             | No hi participà             |
| 1974                        | No s'hi classificà          | No s'hi classificà          | No s'hi classificà          | No s'hi classificà          | No s'hi classificà          | No s'hi classificà          | No s'hi classificà          | No s'hi classificà          |
| 1978                        | No s'hi classificà          | No s'hi classificà          | No s'hi classificà          | No s'hi classificà          | No s'hi classificà          | No s'hi classificà          | No s'hi classificà          | No s'hi classificà          |
| 1982                        | No s'hi classificà          | No s'hi classificà          | No s'hi classificà          | No s'hi classificà          | No s'hi classificà          | No s'hi classificà          | No s'hi classificà          | No s'hi classificà          |
| 1986                        | No s'hi classificà          | No s'hi classificà          | No s'hi classificà          | No s'hi classificà          | No s'hi classificà          | No s'hi classificà          | No s'hi classificà          | No s'hi classificà          |
| 1990                        | Primera fase                | 20s                         | 3                           | 0                           | 2                           | 1                           | 1                           | 2                           |
| 1994                        | No s'hi classificà          | No s'hi classificà          | No s'hi classificà          | No s'hi classificà          | No s'hi classificà          | No s'hi classificà          | No s'hi classificà          | No s'hi classificà          |
| 1998                        | No s'hi classificà          | No s'hi classificà          | No s'hi classificà          | No s'hi classificà          | No s'hi classificà          | No s'hi classificà          | No s'hi classificà          | No s'hi classificà          |
| 2002                        | No s'hi classificà          | No s'hi classificà          | No s'hi classificà          | No s'hi classificà          | No s'hi classificà          | No s'hi classificà          | No s'hi classificà          | No s'hi classificà          |
| 2006                        | No s'hi classificà          | No s'hi classificà          | No s'hi classificà          | No s'hi classificà          | No s'hi classificà          | No s'hi classificà          | No s'hi classificà          | No s'hi classificà          |
| 2010                        | No s'hi classificà          | No s'hi classificà          | No s'hi classificà          | No s'hi classificà          | No s'hi classificà          | No s'hi classificà          | No s'hi classificà          | No s'hi classificà          |
| 2014                        | No s'hi classificà          | No s'hi classificà          | No s'hi classificà          | No s'hi classificà          | No s'hi classificà          | No s'hi classificà          | No s'hi classificà          | No s'hi classificà          |
| 2018                        | Primera fase                | 31s                         | 3                           | 0                           | 0                           | 3                           | 2                           | 6                           |
| 2022                        | No s'hi classificà          | No s'hi classificà          | No s'hi classificà          | No s'hi classificà          | No s'hi classificà          | No s'hi classificà          | No s'hi classificà          | No s'hi classificà          |
| 2026                        | Pendent                     | Pendent                     | Pendent                     | Pendent                     | Pendent                     | Pendent                     | Pendent                     | Pendent                     |
| 2030                        | Pendent                     | Pendent                     | Pendent                     | Pendent                     | Pendent                     | Pendent                     | Pendent                     | Pendent                     |
| 2034                        | Pendent                     | Pendent                     | Pendent                     | Pendent                     | Pendent                     | Pendent                     | Pendent                     | Pendent                     |
| Total                       | Primera fase                | Primera fase                | 7                           | 0                           | 2                           | 5                           | 5                           | 12                          |

## Itàlia 1934

### Vuitens de final
| Hongria                                  | 4–2     | Egipte         |
| ---------------------------------------- | ------- | -------------- |
| Teleki 11' · Toldi 27', 61' · Vincze 53' | Informe | Fawzi 31', 39' |

## Rússia 2018

### Fase de grups: Grup A
| Pos | Equip          | PJ | PG | PE | PP | GF | GC | DG | Pts | Classificació        |
| --- | -------------- | -- | -- | -- | -- | -- | -- | -- | --- | -------------------- |
| 1   | Uruguai        | 3  | 3  | 0  | 0  | 5  | 0  | +5 | 9   | Avança a segona fase |
| 2   | Rússia (H)     | 3  | 2  | 0  | 1  | 8  | 4  | +4 | 6   | Avança a segona fase |
| 3   | Aràbia Saudita | 3  | 1  | 0  | 2  | 2  | 7  | −5 | 3   |                      |
| 4   | Egipte         | 3  | 0  | 0  | 3  | 2  | 6  | −4 | 0   |                      |

| Egipte | 0–1     | Uruguai     |
| ------ | ------- | ----------- |
|        | Informe | Giménez 89' |

| Rússia                                       | 3–1     | Egipte         |
| -------------------------------------------- | ------- | -------------- |
| Fathy 47' (p.p.) · Txérixev 59' · Dziuba 62' | Informe | Salah 73' (p.) |

| Aràbia Saudita                  | 2–1     | Egipte    |
| ------------------------------- | ------- | --------- |
| Salman 45+6' (p.) · Salem 90+5' | Informe | Salah 22' |